# Вохонка
Во́хонка, також Во́хна (рос. Вохонка, Вохна) — мала річка в Ногинському та Павлово-Посадському районах Московської області Росії. Права притока Клязьми. Довжина 28 км. Основні притоки — Мар'їнка, Ходца, Слогавка. На річці розташовано місто Павловський Посад, а також селище Фрязево, селище радгоспу Фрязевський, села Грибаново, Казанське, Соніно, Ігнатово, Дмитрово, Фатєєво, Рахманово, а також декілька дачних селищ.

## Назва
Назва річки має фіно-угорське походження. Назва «Вохна» іноді вживалася і щодо села Павлово — сучасного міста Павловський Посад.